# Redenzione di un'anima
Redenzione di un'anima è un cortometraggio muto italiano del 1912 diretto e interpretato da Giuseppe De Liguoro.